# Glaciar Fedchenko
El glaciar Fedchenko (en ruso: Федченко ледник) es un gran glaciar en las montañas de Pamir, del centro-norte de Gorno-Badakhshan, en el país asiático de Tayikistán. El glaciar es largo y estrecho, en la actualidad se extiende por 77 kilómetros (48 millas) y abarca más de 700 kilómetros cuadrados (270 millas cuadradas). Es el glaciar más largo del mundo fuera de las regiones polares. [1] El espesor máximo del glaciar es de 1000 metros (3.300 pies), y el volumen de Fedchenko y sus decenas de afluentes se estima en 144 kilómetros cúbicos (35 cu millas) alrededor de un tercio del volumen del lago Erie.
El glaciar sigue un camino generalmente hacia el norte, al este del Pico Garmo a 6.595 metros (21.637 pies). El glaciar comienza a una altitud de 6.200 metros (20.300 pies) sobre el nivel del mar y, finalmente, se funde y desemboca en el río Balandkiik.